# Dreischor
Dreischor (51° 41′ N, 3° 59′ L) é uma cidade dos Países Baixos, na província de Zelândia. Dreischor pertence ao município de Schouwen-Duiveland, e está situada a 20 km southwest of Hellevoetsluis.
Em 2001, a cidade de Dreischor tinha 549 habitantes. A área urbana da cidade é de 0.18 km², e tem 271 residências.
A área de Dreischor, que também inclui as partes periféricas da cidade, bem como a zona rural circundante, tem uma população estimada em 1020 habitantes.